# Garza (Santiago del Estero)
Garza es una localidad de la provincia de Santiago del Estero, Argentina. Es la cabecera del departamento Sarmiento.

## Población
Cuenta con 2584 habitantes (Indec, 2010), lo que representa un incremento del 12,6% frente a los 2295 habitantes (Indec, 2001) del censo anterior.
| Gráfica de evolución demográfica de Garza entre 1970 y 2010 |
|                                                             |
| Fuentes: INDEC                                              |

## Educación y sociedad
La localidad de Garza en el año 2017 festejó su 118 aniversario.
Esta localidad cuenta con escuelas primarias y Escuela Secundaria llamada 25 de abril quien cumplió 25 años de su creación, donde los alumnos de mencionada institución hicieron la muestra con  imágenes de la historia del pueblo. En 2018, se cumplieron los 25 años de la creación de la primera escuela secundaria en Garza.  

## Parroquias de la Iglesia católica en Garza
| Diócesis  | Santiago del Estero      |
| --------- | ------------------------ |
| Parroquia | Nuestra Señora del Valle |

## Historia
En tiempos de la colonia española, la hoy Garza fue un espacio ocupado por aldeas dispersas de los aborígenes Lules y Tonocotés. La civilización fue empujándolos hacia el Sur de Santiago del Estero. O incorporándolos en trabajos rurales de algunas grandes estancias.
En 1888 Leonardo Revainera, Simona Sosa y sus once hijos partieron de Villa Atamisqui en busca de algún terreno para establecerse con su numerosa familia. Leonardo era un hombre de 39 años, el menor de sus hijos tenía 4. Además de la familia iban con ellos unas treinta personas, hombres, mujeres y niños, a su servicio. También un irlandés, Darrick Mc Lean, técnico especializado en molinos. 
Al atardecer de ese mismo día arribaron al destino elegido: un lugar prácticamente deshabitado de la región, que los nativos solían llamar “Garza”. Posiblemente por la abundancia de aquellos elegantes pájaros sobre sus numerosos esteros. Luego de dos años de duro trabajo (de sus peones), los Revainera tenían montada una verdadera factoría. 6.000 hectáreas se habían marcado ya como su propiedad. 
En parte de ellas, cultivaban tomates, melón y sandías para exportación. Asimismo, trigo, con el cual se fabricaba el pan para las ya cerca de 120 personas que formaban parte de su negocio y además –esto es un dato clave– para las decenas, a veces cientos de trabajadores que iban terminando la construcción del ramal del Ferrocarril Central Argentino que unía La Banda con Buenos Aires.  

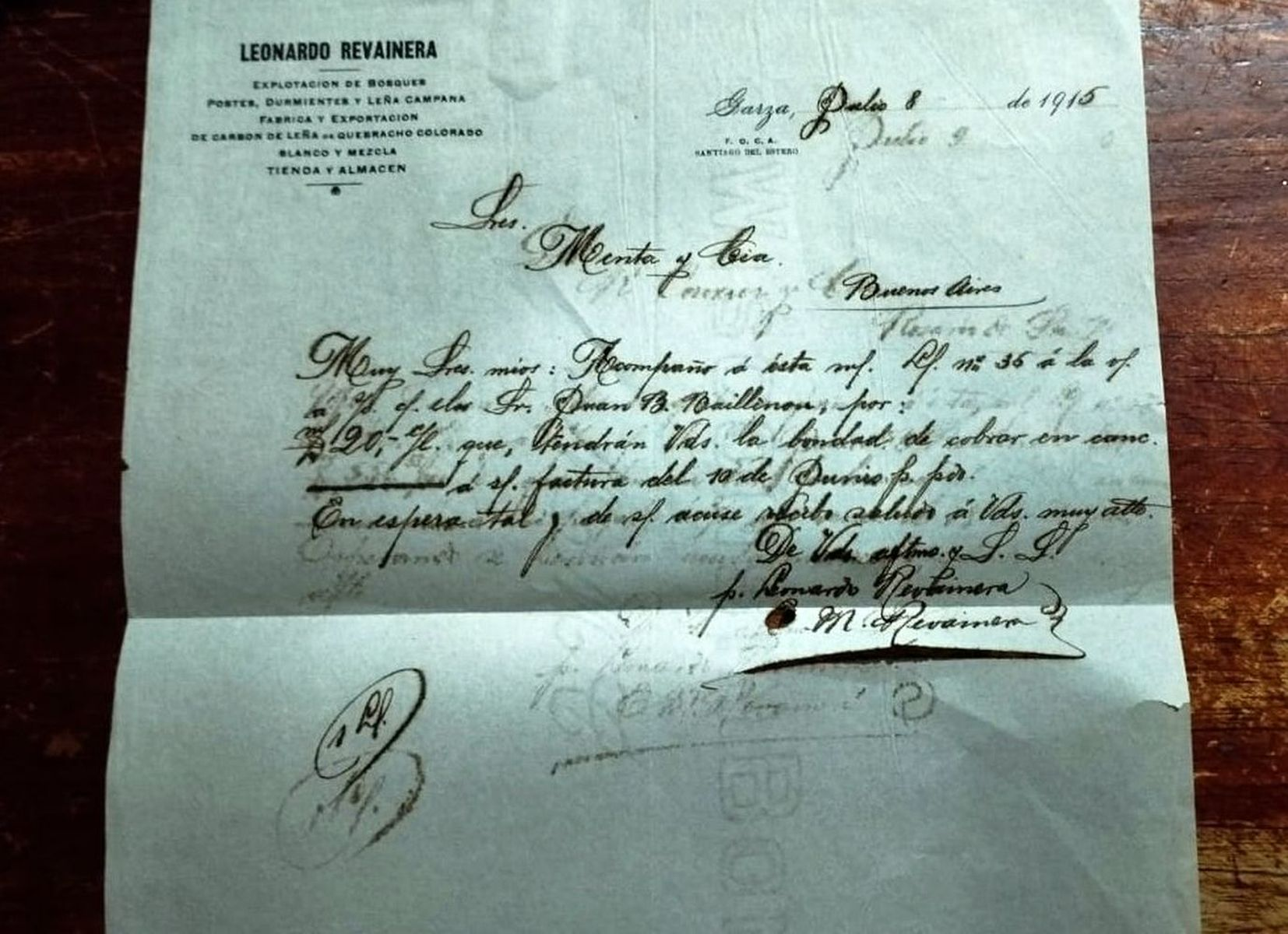

A los ingenieros ingleses y sus equipos europeos, los Revainera Sosa proveyeron durante aquel periodo –1889-1908, aproximadamente– no solo alimentos. Advertidos sobre el arribo de los ingleses y el auge de la explotación forestal, los Revainera tenían montadas una ferretería, una tienda de ropa, carnicería, talabartería, fábrica de sulkys y tilburíss: en fin, prácticamente todo lo que se necesitaba para subsistir en aquella comarca de pioneros.  
Financiados por los ingleses, también, construyeron una cancha de tenis, cuando aún en la capital de Santiago del Estero este deporte ni se practicaba ni se conocía.
Su prosperidad alcanzó tal grado de solidez que solo por ostentarla, Leonardo Revainera mandó fundir en oro la campana de la bonita capilla que poseía en su estancia, para uso privado. Pero poco tiempo más tarde –en 1925–, falleció. Esto dejó sin liderazgo a la familia. Que comenzó a decaer. 
Fuente:  Hermeneuta. Libro de Julio Carreras. Editorial Quipu, Santiago del Estero, 2015.